# Spovid općena
Spovid općena je hrvatska glagoljična inkunabula. Tiskana je 1496. godine. Tiskao ju je hrvatski tiskar Blaž Baromić u svojoj tiskari u Senju. Prva je tiskana knjiga na čakavskom narječju hrvatskog jezika. Jedina je hrvatska neliturgijska inkunabula. Riječ je o prijevodu poznatoga franjevačkog priručnika Confessionale generale milanskoga propovjednika Michaela iz Carcana. Prevoditelj Jakov Blažiolović, kasnije senjski biskup, svoju je rodnu čakavštinu pomiješao s malo staroslavenizama i s mnogo talijanizama, ali je skromna knjižica (36 listova jednobojnog tiska, priručnik za obavljanje ispovijedi) važan je početni napor u oblikovanju hrvatske teološke terminologije. Sačuvan je samo jedan primjerak, koji se čuva u Zagrebu, u Knjižnici franjevaca trećoredaca na Ksaveru. Na zadnjem listu se nalazi Baromićev njegov tipografski znak. To je prvi tipografski znak u povijesti hrvatskog tiskarstva. U Senju je 1978. izašla faksimilna reprodukcija, a 1979. latinična transkripcija s rječnikom, koji su uredili Branko Fučić i Anica Nazor.